# Hyperbolische driehoek

Hyperbolische driehoeken

Een hyperbolische driehoek is een driehoek in de hyperbolische meetkunde. Net als een gewone driehoek is de hyperbolische driehoek bepaald door drie hoekpunten A, B en C en bestaat hij uit drie lijnstukken a, b en c die zijden heten en hier op hyperbolen liggen. De som van de drie hoeken kleiner dan 180°, in tegenstelling tot euclidische meetkunde, waar de som gelijk is aan 180° en in tegenstelling tot boldriehoeksmeetkunde, waar de som groter is dan 180°.
Net zoals bij gewone driehoeken en bij boldriehoeksmeetkunde geldt een cosinusregel, maar nu met hyperbolische functies sinh en cosh:
{\displaystyle \cosh c=\cosh a\cosh b-\sinh a\sinh b\cos C,}
of
{\displaystyle \cos C=-\cos A\cos B+\sin A\sin B\cosh c.}
Net zoals bij gewone driehoeken en bij boldriehoeken geldt een sinusregel, maar nu met hyperbolische functies sinh, cosh en coth:
{\displaystyle {\frac {\sin A}{\sinh a}}={\frac {\sin B}{\sinh b}}={\frac {\sin C}{\sinh c}},}
of:
{\displaystyle \cos C\cosh a=\sinh a\coth b-\sin C\cot B.}